# Parque Nacional Monte León
O parque nacional Monte León é uma área protegida federal situada sobre o litoral marítimo da província de Santa Cruz, na Patagônia Argentina. Comporta uma amostra representativa e em bom estado de conservação da biodiversidade da estepe e da costa patagônica, e que por vezes contém sítios de privilegiado valor paleontológico. Conta com uma superfície de 61 700 ha, incluindo 36 km de costa do mar Argentino.

## História
Há cerca de dez milênios, grupos de caçadores e coletores habitavam os ambientes costeiros do parque, beneficiando-se de seus variados recursos como aves, roedores, camélidos, moluscos e lobos marinhos. Os grupos tehuelches, descendentes dos primeiros povoadores, ampliaram o uso do território, desenvolvendo um maior intercâmbio com grupos mais afastados.
A chegada do homem branco foi motivo de grandes modificações nos costumes das populações originais. A paulatina dependência de produtos de intercâmbio e a perda de território provocou a migração para o oeste da província, e a incorporação de atividades rurais ao modo de vida dessas populações.
Em princípios de 1876, durante a presidência de Nicolás Avellaneda e apesar dos litigios com a vizinha República do Chile, outorgaram-se autorizações para a exploração de guano em um lugar localizado a 35 km ao sul do rio Santa Cruz, em cuja ilha Pavón, desde 1859, se havia instalado o comandante argentino Luis Piedrabuena. Assim, foi criado ali um casario que abrigaria visitantes.
O perito Francisco P. Moreno (impulsor do sistema de parques nacionais de Argentina) visitou a área em fins do século XIX, como assim também fá-lo-iam Carlos Ameghino e o pai Alberto De Agostini.
A Estância Monte León pertenceu à companhia The Southern Patagonia Sheep Farming Company Limited. Essa grande empresa de exploração ovina foi vendida, em 1920, à família Braun, que continuaram com essa atividade até 2006. A extração de guano foi importante até 1930.
Em 1996 propõe-se a inclusão de Monte León no Sistema de Parques Nacionais da Argentina. Francisco Erize, ex-diretor da Administração Nacional de Parques da Argentina, recomendou o projeto a Douglas Tompkins, um conservacionsta multimilionário estadounidense, diretor da ONG conservacionista The Conservation Land Trust.
No ano 2000, através da ONG Conservação Patagônica — dirigida por sua esposa, Kristine Tompkins— foram adquiridas as terras, até esse momento destinadas à criança de ovinos, e repassadas à Fundação Vida Silvestre Argentina, com a imposição de que o título de propriedade das mesmas fosse transferido à Administração Nacional de Parques Nacionais do país, de forma que o destino final da área seria integrar o sistema federal de áreas protegidas da Argentina.
No ano 2002, as terras que compõem a área protegida foram entregues em doação, ela Fundação Vida Silvestre Argentina, ao Estado Nacional da Argentina. Em 20 de outubro de 2004 sancionou-se a lei de criação do novo parque nacional, passando assim à jurisdição federal o primeiro parque marinho continental da Argentina.

## A área

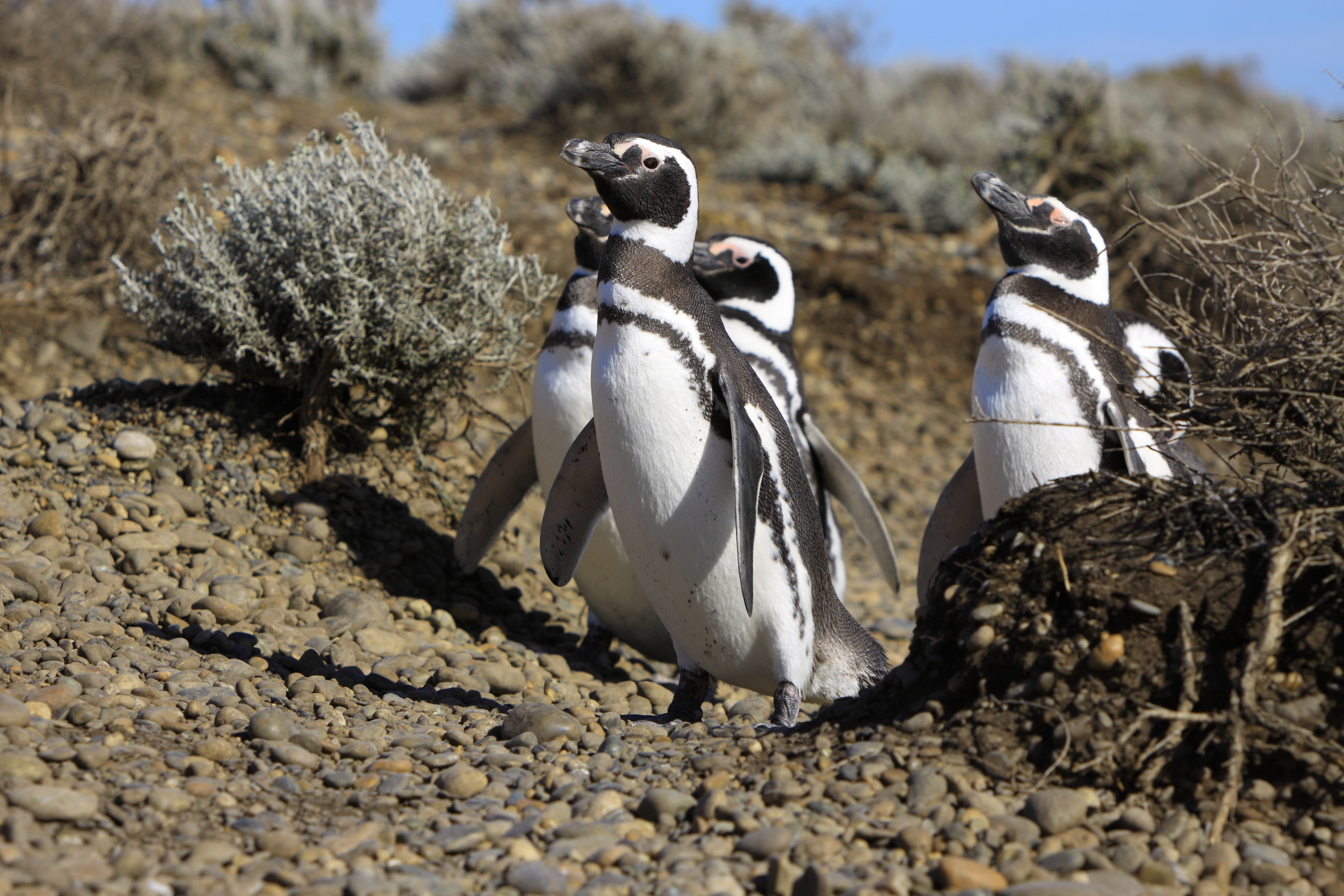
Spheniscus magellanicus em Cabo Vírgenes Provincial Reserve, na Argentina

O motivo fundamental de criação do parque baseia-se no fato de que constitui uma amostra representativa da biodiversidade costeira patagônica em bom estado de conservação, com sítios de valor paleontológico. Nessa região encontra-se uma importante colônia de pinguins-de-magalhães, composta por 60.000 indivíduos. É a quarta colónia em importância do país.
Esse parque costeiro-marinho localiza-se no sudeste da província de Santa Cruz, sobre a RN 3, 210 km ao norte de Río Gallegos. A área protegida em sua porção continental tem 61 700 ha, e conta com 36 km de costa e com uma zona de maré intermitente.
O Parque cobre a costa da "baía Grande" (limite leste da província de Santa Cruz, no km 2 385 da RN 3, a 45 km de Puerto Santa Cruz. Inclui uma outra área protegida marinha, de 5 km de costa, ao longo de costa do parque nacional. Está previsto incorporar uma área marinha de ao menos a mesma extensão que a área continental.
Monte León pertence às ecorregiões do mar Argentino e da estepe patagônica. Esta, representa as bacias médias e inferiores dos rios de vertente atlântica. Com clima frio e seco, com precipitações invernais inferiores a 400 mm, fortes ventos de oeste, verões secos e geadas durante quase todo o ano. Sua vegetação é de tipo arbustiva, sob a forma de herbáceas xerófilas.

## Paisagens, flora e fauna

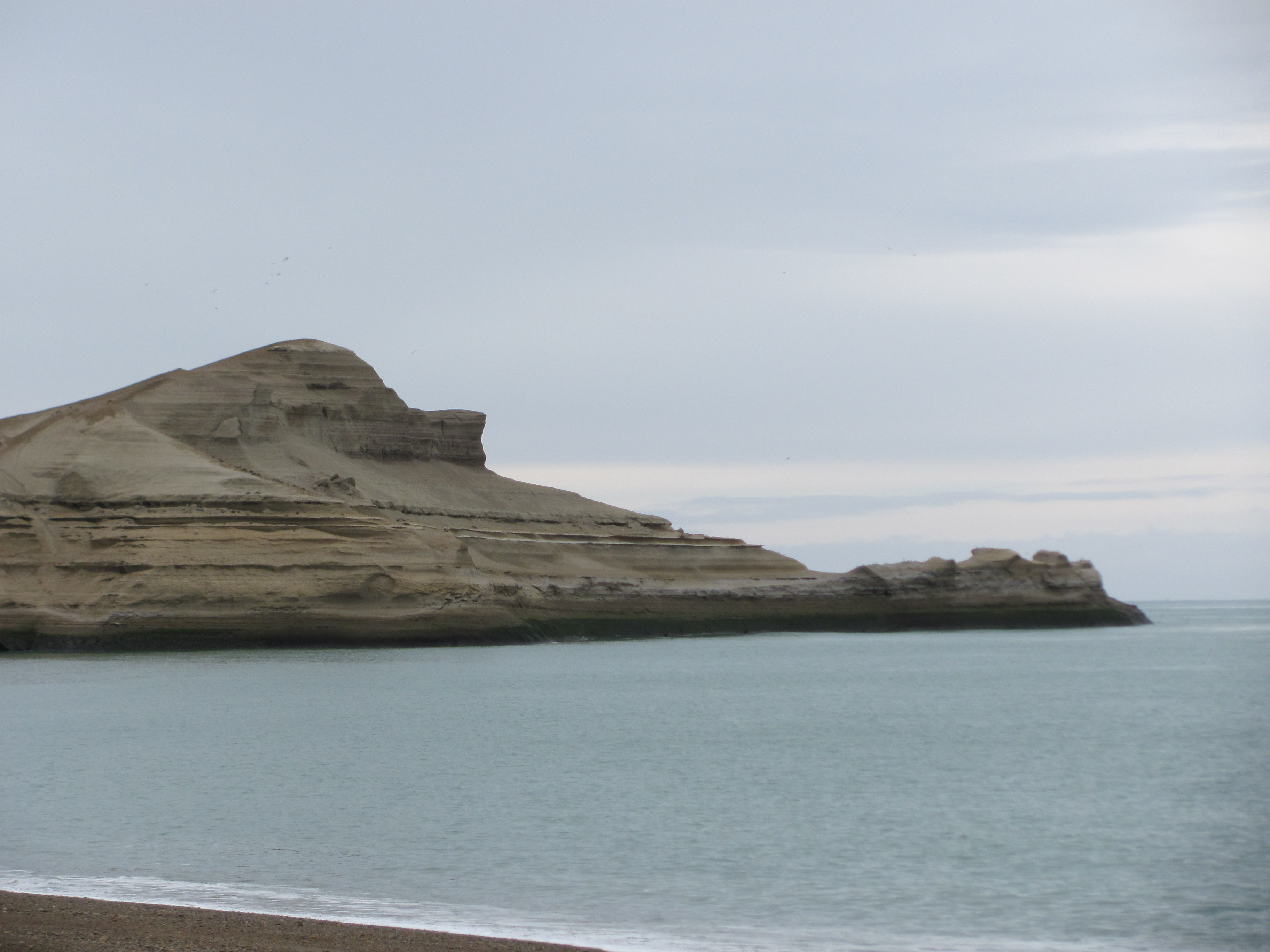
Formação Cabeça de Leão, que dá nome à zona

Área composta de altos alcantilados, ilhas, roqueríos, pequenas baías e praias restingas que se descobrem com a bajamar. O sector costero representa cerca do 1% do litoral marítimo argentino. O mar nesta região é frio, com uma importante população de peixes.
O Parque Nacional conta com colónias de cormoranes, gaviotines, pingüinos e outras 20 espécies de aves costeras e marinhas. Desde a costa, ocasionalmente, podem-se observar apostaderos de lobos marinhos de um cabelo e cetáceos, como a baleia franca austral.
Na ilha Monte León e nos arredores encontram refúgio e nidificam 3 espécies de cormorão: o roqueiro, a cinza e o imperial.
Um dos motivos da criação do Parque, é proteger uma porção importante de estepa patagônica costeira, habitat de guanacos, nandus-de-darwin, raposas e pumas.
A estepa patagónica, à primeira vista árida, abriga um considerável número de espécies vegetais. Nas primaveras que seguem a um inverno de muita neve ou chuva, pode-se apreciar a espetacular floração do deserto, incluindo pequenas flores como a topa-topa, a perfumada flor branca da mata negra e muitas outras.
Carlos Spegazzini, considerado o fundador da botânica na Argentina, esteve no área de Monte León em 1881 como parte de uma expedição científica italiana. Ali identificou espécies de gramíneas desconhecidas até então.
O tomilho silvestre era amplamente usado na cozinha autóctone. A resina do calafate era usada como "chicletes" pelos aborígenes tsóneca, costume ao qual os cronistas atribuem a boa saúde e limpeza de seus dentes. Outras espécies locais têm virtudes medicinais.
Fitogeográficamente, o área é característica do Subdistrito fitogeográfico Patagônico Central Santacruzense, do Distrito fitogeográfico Patagônico Central, um dos Distritos fitogeográficos em que se divide a Província fitogeográfica Patagônica.
Segundo dados da Administração de Parques Nacionais, algumas das espécies vegetais mais características da área de Monte León são:
- Anarthrophyllum rigidum (Mata guanaco)
- Atriplex sagittifolia (Zampa)
- Berberis heterophylla (Calafate)
- Bromus setifolius (Cebadilla)
- Calceolaria sp.
- Chuquiraga aurea (Quilimbay)
- Distichlis sp. (Pasto salgado)
- Festuca gracillima (Coirón fueguino)
- Hordeum comosum (Cola de zorro)
- Lephydophyllum cupressiforme (Mata verde)
- Nardophyllum obtusifolium (Mata torcida)
- Nassauvia glomerulosa (Cola piche)
- Nassauvia ulicina (Cola piche)
- Poa ligularis (Coirón poa)
- Schinus poligamus (Molle)
- Stipa psylantha (Coirón pluma)
- Stipa speciosa (Coirón amargo ou duro)
- Verbena tridens (Mata negra)